# Inocentes
Inocentes (dt.: Unschuldige) ist eine brasilianische Punk-Band aus São Paulo.

## Geschichte

### 1981–1983
Die Band wurde 1981 gegründet, durch drei Mitglieder der aufgelösten frühen Punkband Condutores de Cadáver (dt.: Leichenfahrer), namentlich Calligari (Gitarre), Marcelino (Schlagzeug), und Clemente (Bass), der nach zahlreichen Umbesetzungen bis heute das einzige verbliebene Originalmitglied der Band ist. Sänger wurde Mauricinho. 1982 hatte im Kunstmuseum MASP der nach einem Inocentes-Stück benannte Film Garotos do Surbúrbio (dt.: Jungs der Vorstadt) des Regisseurs Fernando Meirelles Premiere, der die aufkommende Punkszene Brasiliens zum Gegenstand hatte. Die Band wirkte in dem Film ebenso mit, wie in dem Kurzfilm Pânico em SP (dt.: Panik in São Paulo) des Regisseurs Mário Dalcêndio Jr., der den Filmtitel ebenfalls einem Inocentes-Stück entlieh. Im November 1982 spielte die Band auf dem I. Festival Punk de São Paulo, bereits mit dem ehemaligen Restos de Nada-Sänger Ariel als neuem Sänger. Noch im gleichen Jahr nahmen sie am zweitägigen Festival O Começo do Fim do Mundo (dt.: Der Anfang vom Ende der Welt) im SESC Pompéia in São Paulo teil, das sowohl als vielbesuchtes Festival mit wegweisender Compilation-LP für die Punkszene Brasiliens Bedeutung hatte, als auch durch die gewalttätigen Ausschreitungen am zweiten Konzert-Tag für ein fortan negatives öffentliches Bild des Punk in Brasilien sorgte. Im folgenden Jahr spielten sie auf einem ähnlich angelegten Festival im Circo Voador in Rio de Janeiro, wo neben den Paralamas do Sucesso und Coquetel Molotov aus Rio auch sieben Gruppen aus São Paulo auftraten. Hier war es zu keinen vergleichbaren Gewaltausbrüchen gekommen, wie sie in São Paulo aus der massiven Rivalität zwischen den Punks der Stadt und denen der vorgelagerten Industrievorstädte erwachsen war. Diese zunehmende Gewalt zwischen den rivalisierenden Punkgruppierungen im Großraum São Paulo war einer der beiden entscheidenden Gründe für die Band, ihre Aktivitäten Ende 1983 einzustellen. Der andere Grund erwuchs aus den Problemen, die die Band nach den Aufnahmen zu ihrem ersten Album mit der Zensur des autoritären Militär-Regimes des Estado Novo bekam. Diese zensierte 10 der 13 aufgenommenen Stücke, so dass unter dem Titel Miséria e Fome (dt.: Elend und Hunger) statt eines ganzen Albums nur eine 7"EP erschien, auf dem Label des Punk-Ladens Punk Rock des Olho Seco-Sängers Fábio, einem wichtigen Szenetreffpunkt in São Paulo. Punk Rock Records hatte zuvor bereits mit dem LP-Sampler Grito Suburbano (dt.: Vorstadt-Schrei) die erste brasilianische Punkplatte veröffentlicht, mit Liedern der drei Punkbands Inocentes, Cólera und Olho Seco.

### 1984 – 1990
1984 waren Inocentes mit den zwei, von ihrer 7"EP stammenden Stücken Miséria e Fome und Aprendi a Odiar (dt.: Ich habe gelernt zu hassen) auf dem ersten Life is a Joke-Sampler des deutschen Weird-System-Labels vertreten, und das Grito Suburbano-Album erschien bei Vinyl Boogie in Berlin, unter dem Namen Volks Grito. Im gleichen Jahr tat sich die Band in neuer Formation wieder zusammen. Clemente war nun Gitarrist und Sänger, die Brüder Parlato spielten Bass und Schlagzeug, und Ronaldo dos Passos wurde ebenfalls Gitarrist. Sie entwickelten fortan einen differenzierteren, vielschichtigeren Musikstil, mit entsprechenden Texten. In der Entwicklung ihres Auftretens, ihrer gesellschaftskritischen Texte und ihrer musikalischen Entwicklung wiesen Inocentes dabei Parallelen vor allem zu The Clash auf. In der Folge spielten sie auch mit bekannten Rockbands und erreichten einige Bekanntheit im Rahmen des aufkommenden Rock brasileiro, vor allem mit den vier Bands Legião Urbana, Titãs, Paralamas do Sucesso und Barão Vermelho, die zwar meist im Punk des Landes ihre Wurzeln hatten, aber inzwischen keine Punkmusik mehr spielten. Inocentes wurden somit die erste Punkband Brasiliens bei einem Major-Label, als Warner sie unter Vertrag nahm und 1986 die Mini-LP Pânico em SP (dt.:Panik in São Paulo) herausbrachte. Der Vertrag war auf Initiative von Branco Mello der Band Titãs zustande gekommen, nachdem Inocentes sich entschieden hatten, Berufsmusiker zu werden, und Demoaufnahmen gemacht hatten, ohne dass sie damit gleich einen Plattenvertrag bekamen. Inzwischen war die Militärdiktatur beendet, und die Rockmusik der meist kritischen, oft im Punk wurzelnden Bands in Brasilien erlebte nun einen starken Aufschwung, wovon auch Inocentes zu profitieren begannen. 1987 erschienen 10.000 Zuschauer zur Präsentation des folgenden Inocentes-Albums Adeus Carne (dt.: Auf Wiedersehen, Fleisch). Die Bekanntheit der Band nahm weiter zu, jedoch nahm auch der Druck der Plattenfirma auf die Band zu, da sie höhere Verkaufszahlen erwartete. Die Band, die sich stets ihren Punkidealen verpflichtet fühlte, empfand die Zusammenarbeit mit Warner zunehmend schwierig, insbesondere die Erwartungshaltung und die in dem Zusammenhang erwarteten Kompromisse. Die vom Barão Vermelho-Musiker Roberto Fréjat produzierten Aufnahmen zum folgenden Album verliefen auf Grund der generellen Unzufriedenheit der Band nicht harmonisch, und die Band ließ sich zudem weitgehend nackt bei den Fotoaufnahmen für das Schallplattencover ablichten. Sie wollten damit die Pläne der Plattenfirma verhindern, sie wie Rockstars visuell zu präsentieren, jedoch gefielen die Fotos der Firma unerwartet. Die so gestaltete LP traf nicht den Geschmack der Anhänger der Band, und auch die Musik wies für deren Geschmack zu viele Einflüsse verschiedener Musikstile auf, darunter Hip-Hop und entfremdeten Rock ’n’ Roll. 1988 hatte das Independent-Label Devil Discos elf Songs des zensierten ersten Inocentes-Albums unter dem Original-Titel Miséria e Fome als LP veröffentlicht, und der Gegensatz zur aktuellen Musik der Band trat umso deutlicher hervor. In der Folge der wachsenden Unstimmigkeiten innerhalb der Band und ihrer Unzufriedenheit insgesamt verließen die Parlato-Brüder die Gruppe. Zeitgleich wurde auch den Vertrag mit Warner beendet, sowohl auf Initiative der unzufriedenen Band, als auch des Unternehmens, dem Verkaufszahlen von durchschnittlich 20.000 Einheiten pro Album nicht genügten.

### Seit 1990
Nachdem die Band eine Zeit mit Aushilfsschlagzeugern als Trio auftrat, kamen César Romaro (Schlagzeug) und Mingau (Bass) in die Gruppe, die 1992 ihr semi-akustisches Album Estilhaços auf dem Cameratti-Label veröffentlichte. Sie traten danach erstmals auch im Rahmen städtischer Kulturveranstaltungen auf, etwa bei Konzerten in Vororten, die keinen Eintritt kosteten. Sie traten 1993 im prämierten Kurzfilm Opressão der Regisseurin Mirella Martinelli auf, in dem Sänger Clemente am Ende auf der Bühne von Naziskins umgebracht wird.
1994 kehrte die Band zu den verzerrten, harten Gitarren zurück und brachte ihr Album Subterrâneos heraus, auf dem Eldorado-Label. Caligari kam für Mingau zurück in die Band, die beim Eröffnungskonzert der drei Konzerte der Ramones im Olímpia in São Paulo auftrat. Kurz nach dem umjubelten Auftritt verließen Caligari und César Romano die Band, konnten jedoch schnell durch Nonô und den Punkveteranen Anselmo Guarde ersetzt werden. Die Formation nahm Ende 1995 für das Paradoxx-Label das erst 1996 veröffentlichte Album Ruas (dt.: Straßen) auf, mit dem sie sich weiter ihren musikalischen Wurzeln näherten. Sie traten auf dem Close Up Planet-Festival mit den Sex Pistols, Bad Religion, Silverchair und Marky Ramone auf, der sich mit der Band anfreundete und danach mit ihnen eine Reihe Konzerte in verschiedenen Städten in Brasilien spielte. Nach ihrem Auftritt beim Abril pro Rock-Festival in Recife 1997 gingen sie 1998 ins Studio, um das Album Embalado a vácuo (dt.: Vakuum-verpackt) aufzunehmen. Es erschien zuerst bei Paradoxx, die es danach jedoch an das große Abril Music-Label verkauften, wo es 1999 erneut erschien, in anderer Aufmachung und mit zwei zusätzlichen, alten Demo-Stücken. Das Lied Cala a boca (dt.: Halt´ den Mund) erlangte einige Bekanntheit, nachdem es häufig im Radio gespielt wurde. 2000 gaben sie dann zwei Konzerte mit jeweils etwa 10.000 Zuschauern, eines mit der Band Ultraje a Rigor an der Universität von São Paulo (USP) und eines mit der Band Ira! am SESC von Itaquera, beides im Großraum São Paulo. Doch nachdem es einen Führungswechsel bei Abril Music gab, erschien mit O Barulho dos Inocentes (dt.: Der Lärm der Inocentes, in Anspielung an O Silêncio dos Inocentes, dem brasilianischen Titel des Films Das Schweigen der Lämmer) nur noch ein wenig beworbenes Album der Band bei dem Label, das sie danach entließ. Zuvor hatte die enttäuschte Band noch eine unmotivierte, portugiesische Version von I wanna be your boyfriend für den Ramones-Tributsampler des Labels beigesteuert, und stand nun wieder ohne Plattenfirma da. Abril Music ging etwas später konkurs.
Zum 20. Bandjubiläum 2001 spielten Inocentes ein Jubiläumskonzert im SESC Pompéia, welches 2002 als CD unter dem Titel Vinte anos ao vivo (dt.: 20 Jahre live) erschien. Im gleichen Jahr, und ebenfalls im Rahmen des Bandjubiläums, erschien mit Pânico ein Tributealbum. 17 junge brasilianische Punkbands spielten hier auf ihre individuelle Weise Stücke von Inocentes, darunter Namen wie Underboys, Street Bulldogs, Sick Terror, Nitrominds, Holly Tree, Calibre 12, oder auch die Skaband Skamoondongos. Danach spielten sie mit Bad Religion in der Credicard Hall in São Paulo, doch trotz begeistertem Auftritt verließ danach Ronaldo Passos nach 20 Jahren aus persönlichen Gründen die Band. Er erschien einfach nicht zu einem Inocentes-Konzert im Woodstock-Liveclub, so dass die Band fortan als Trio auftreten musste, auch bei folgenden Konzerten wie dem Acendedor de Candeeiros-Festival in Maceió, einer Stadt, wo die Band zuvor noch nie aufgetreten war.
Es folgten wechselnde Umbesetzungen, besonders am Schlagzeug. 2004 nahm die Gruppe, mit Fred am Schlagzeug, das Album Labirinto (dt.: Labyrinth) auf. Infolge der 2006 veröffentlichten Dokumentation Botinada (dt.: Stiefeltreterei) über die Geschichte des brasilianischen Punkrocks wuchs auch das Interesse an den Inocentes wieder, die nun in neuer-alter Formation (Clemente, Anselmo, Nonô, Ronaldo) eine Reihe von Konzerten spielten und auf einer Vielzahl von Festivals in zahlreichen Städten überall in Brasilien auftraten. 2007 erschien die erste DVD der Band, die seither ein neues Album mit neuen Stücken angekündigt hat.

## Diskografie
- 1983: Miséria e Fome (7" EP; Inocentes Discos)
- 1986: Pânico em SP (12" EP; Warner)
- 1987: Adeus Carne (LP; Warner)
- 1988: Miséria e Fome (LP; Devil Discos) Erstveröffentlichung des zensierten Albums von 1983 inklusive der als 7"EP veröffentlichten Stücke
- 1989: Inocentes (LP; Warner)
- 1992: Estilhaços (CD; Camerati)
- 1994: Subterrâneos (CD; Eldorado)
- 1996: Ruas (CD; Paradoxx)
- 1998: Embalado a Vácuo (CD; Abril Music)
- 1999: Garotos do Subúrbio (CD; RDS) CD-Veröffentlichung ihres Demotapes von 1985
- 2000: O Barulho dos Inocentes (CD; Abril Music)
- 2001: e-Collection – sucessos + raridades (Best-of-Doppel-CD, Warner)
- 2002: Vinte Anos ao Vivo (CD; RDS)
- 2004: Labirinto (CD; Ataque Frontal)

## Video-Veröffentlichungen
- 2007: Som e Fúria (DVD, Monstro Discos)